# Jürgen Oelke

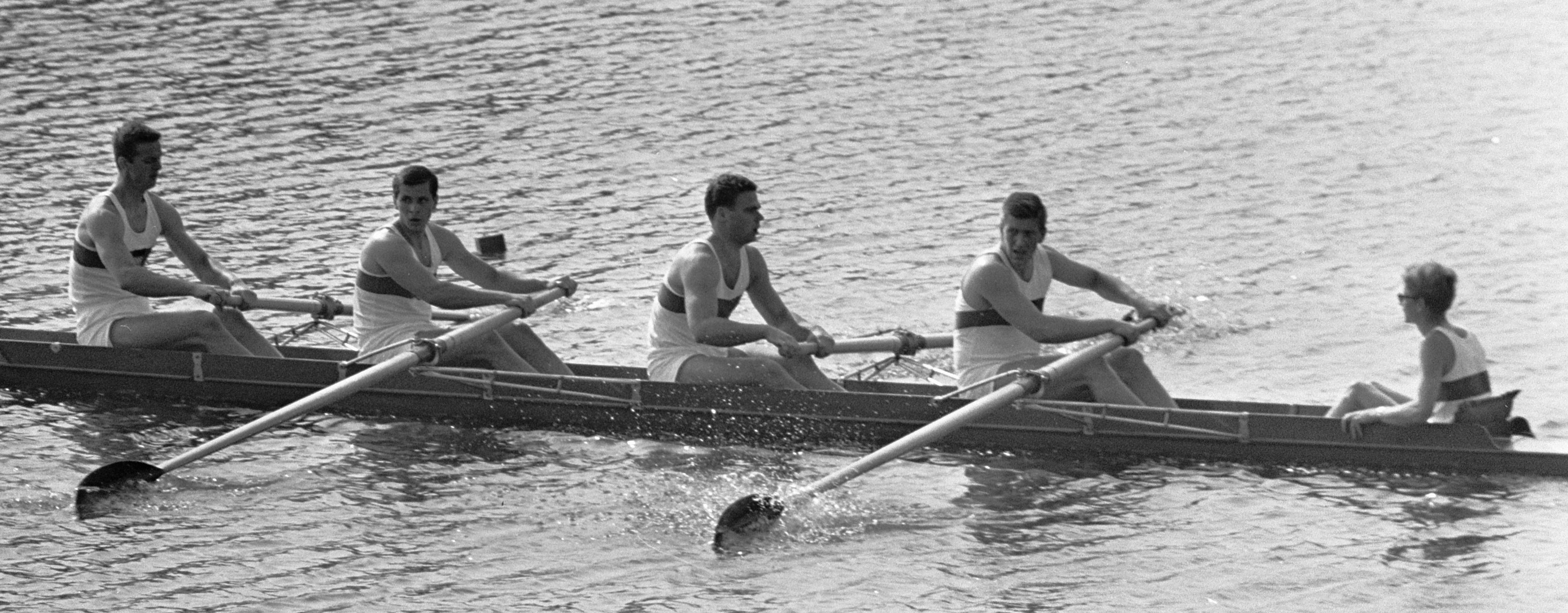
Die Vizeeuropameister 1964 von links nach rechts: Egbert Hirschfelder, Joachim Werner, Bernhard Britting, Peter Neusel, Jürgen Oelke

Jürgen Oelke (* 25. November 1940 in Berlin) ist ein ehemaliger deutscher Ruderer. 1964 wurde er als Steuermann Olympiasieger im Vierer mit Steuermann.
Der Ruderer vom Berliner Ruder-Club begann seine Karriere im Achter. 1961 gewann er bei den Deutschen Meisterschaften in dieser Bootsklasse und belegte bei den Ruder-Europameisterschaften den zweiten Platz. 1962 stieg er in den Vierer mit Steuermann um. Der von Walter Volle trainierte Vierer vom Berliner RC in der Besetzung Bernd-Jürgen Marschner, Peter Neusel, Bernhard Britting, Manfred Ross und Steuermann Jürgen Oelke gewann auf Anhieb den Deutschen Meistertitel. Bei der auf dem Rotsee bei Luzern ausgetragenen ersten Ruder-Weltmeisterschaften siegte dieser Vierer vor den Booten aus Frankreich und aus der Sowjetunion.
1963 wurde das Boot umbesetzt, für Marschner und Ross rückten Egbert Hirschfelder und Joachim Werner ins Boot. Auch dieses Boot gewann auf Anhieb bei den Deutschen Meisterschaften und siegte bei den Europameisterschaften in Kopenhagen vor den Booten aus der Tschechoslowakei und der Sowjetunion. 1964 gewannen Neusel, Britting, Werner, Hirschfelder und Oelke erneut den Meistertitel. Bei den Europameisterschaften in Amsterdam unterlagen sie aber dem neu zusammengestellten russischen Boot, der Berliner Vierer erhielt Silber vor dem italienischen Boot. Bei den Olympischen Spielen 1964 in Tokio gewannen Deutschland, Italien und die Sowjetunion die drei Vorläufe. Am Finaltag, dem 15. Oktober, waren die Bedingungen wegen starken Windes etwas schwierig. Das sowjetische Europameisterboot hatte mit den Verhältnissen seine Probleme und belegte den fünften Platz, während das Berliner Boot die Goldmedaille vor den Italienern gewann. Dafür wurden er und die ganze Besatzung des deutschen Vierers vom Bundespräsidenten mit dem Silbernen Lorbeerblatt ausgezeichnet.
Jürgen Oelke zog nach Hamburg, ruderte dort und arbeitete später als Jugendtrainer.